# Thecocarcelia atricauda
Thecocarcelia atricauda är en tvåvingeart som först beskrevs av Louis-Paul Mesnil 1967.  Thecocarcelia atricauda ingår i släktet Thecocarcelia och familjen parasitflugor. Inga underarter finns listade i Catalogue of Life.